# Mikansei no 'Jekyll' to 'Hyde'
Mikansei no 'Jekyll' to 'Hyde' (未完成の’ジキル，と’ハイド，?, Mikansei no 'Jekiru' to 'Haido') è il primo album della band visual kei giapponese Dué le quartz.

## Tracce
Tutti i brani sono testo e musica di Miyabi, tranne dove indicato.

Dopo il titolo è indicata fra parentesi "()" la grafia originale del titolo, eventuali note sono riportate dopo il punto e virgola ";".
1. Muddy blood (Muddy blood?) - 4:12
2. Meikyō shisui (明鏡止水?) - 4:17 (Sakito - Kikasa)
3. 「...」 (「・・・」?) - 3:12
4. Requiem (レクイエム?) - 5:29
5. Monuke no kara (蛻の殻?) - 2:27; brano presente solo nella seconda edizione

## Formazione
- Sakito (Sakito?) - voce
- Miyabi (雅〜みやび〜?) - chitarra e voce death
- Kikasa (キカサ?) - basso
- KAZUKI (KAZUKI?) - batteria